# Padilla de Arriba
Padilla de Arriba est une commune d'Espagne dans la communauté autonome de Castille-et-León, province de Burgos. Elle s'étend sur 23,117 km2 et comptait environ 89 habitants en 2011.